# Seewolf
Seewolf byla vlčí smečka německých ponorek operujících ve skupinách v Atlantském oceánu během 2. světové války.
Seewolf byl název pro tři samostatné vlčí smečky, které operovaly v roce 1941, 1943 a 1945.

## 1941
Tato vlčí smečka operovala v Severním Atlantiku od 2. do 15. září 1941
| Ponorky, které se zúčastnily operace | Ponorky, které se zúčastnily operace | Ponorky, které se zúčastnily operace | Ponorky, které se zúčastnily operace | Ponorky, které se zúčastnily operace |
| ponorka                              | velitel                              | datum připojení                      | datum ukončení                       | poznámka                             |
| ------------------------------------ | ------------------------------------ | ------------------------------------ | ------------------------------------ | ------------------------------------ |
| U 69                                 | Wilhelm Zahn                         | 4. září 1941                         | 15. září 1941                        |                                      |
| U 71                                 | Walter Flachsenberg                  | 2. září 1941                         | 3. září 1941                         |                                      |
| U 77                                 | Heinrich Schonder                    | 2. září 1941                         | 7. září 1941                         |                                      |
| U 83                                 | Hans-Werner Kraus                    | 2. září 1941                         | 7. září 1941                         |                                      |
| U 94                                 | Otto Ites                            | 5. září 1941                         | 15. září 1941                        | Empire Eland, Newbury, Pegasus       |
| U 94                                 | Gerd Schreiber                       | 2. září 1941                         | 14. září 1941                        | Trinidad                             |
| U 96                                 | Heinrich Lehmann-Willenbrock         | 2. září 1941                         | 10. září 1941                        |                                      |
| U 98                                 | Robert Gysae                         | 3. září 1941                         | 15. září 1941                        |                                      |
| U 206                                | Herbert Opitz                        | 2. září 1941                         | 7. září 1941                         |                                      |
| U 553                                | Karl Thurmann                        | 2. září 1941                         | 13. září 1941                        |                                      |
| U 557                                | Ottokar Arnold Paulssen              | 2. září 1941                         | 15. září 1941                        |                                      |
| U 558                                | Günther Krech                        | 2. září 1941                         | 12. září 1941                        |                                      |
| U 561                                | Robert Bartels                       | 2. září 1941                         | 15. září 1941                        |                                      |
| U 563                                | Klaus Bargsten                       | 2. září 1941                         | 7. září 1941                         |                                      |
| U 567                                | Theodor Fahr                         | 2. září 1941                         | 9. září 1941                         | Fort Richepanse                      |
| U 568                                | Joachim Preuss                       | 2. září 1941                         | 8. září 1941                         |                                      |
| U 751                                | Gerhard Bigalk                       | 2. září 1941                         | 5. září 1941                         |                                      |

Celkem bylo potopeno pět obchodních lodí o celkové tonáži 20 396 BRT.

## 1943
Tato vlčí smečka operovala v Severním Atlantském oceánu od 21. do 30. března 1943.
| Ponorky, které se zúčastnily operace | Ponorky, které se zúčastnily operace | Ponorky, které se zúčastnily operace | Ponorky, které se zúčastnily operace | Ponorky, které se zúčastnily operace |
| ponorka                              | velitel                              | datum připojení                      | datum ukončení                       | poznámka                             |
| ------------------------------------ | ------------------------------------ | ------------------------------------ | ------------------------------------ | ------------------------------------ |
| U 84                                 | Horst Uphoff                         | 24. březen 1943                      | 30. březen 1943                      |                                      |
| U 86                                 | Walter Schug                         | 21. březen 1943                      | 30. březen 1943                      |                                      |
| U 257                                | Heinz Rahe                           | 25. březen 1943                      | 30. březen 1943                      |                                      |
| U 305                                | Rudolf Bahr                          | 21. březen 1943                      | 30. březen 1943                      |                                      |
| U 333                                | Werner Schwaff                       | 21. březen 1943                      | 30. březen 1943                      |                                      |
| U 336                                | Hans Hunger                          | 21. březen 1943                      | 30. březen 1943                      |                                      |
| U 373                                | Paul-Karl Loeser                     | 21. březen 1943                      | 28. březen 1943                      |                                      |
| U 440                                | Hans Geissler                        | 21. březen 1943                      | 29. březen 1943                      |                                      |
| U 441                                | Klaus Hartmann                       | 21. březen 1943                      | 28. březen 1943                      |                                      |
| U 527                                | Herbert Uhlig                        | 21. březen 1943                      | 30. březen 1943                      |                                      |
| U 530                                | Kurt Lange                           | 21. březen 1943                      | 30. březen 1943                      |                                      |
| U 590                                | Heinrich Müller-Edzards              | 21. březen 1943                      | 30. březen 1943                      |                                      |
| U 591                                | Hans-Jürgen Zetzsche                 | 21. březen 1943                      | 30. březen 1943                      |                                      |
| U 615                                | Ralph Kapitzky                       | 21. březen 1943                      | 30. březen 1943                      |                                      |
| U 618                                | Kurt Baberg                          | 21. březen 1943                      | 30. březen 1943                      |                                      |
| U 631                                | Jürgen Krüger                        | 21. březen 1943                      | 30. březen 1943                      |                                      |
| U 641                                | Horst Rendtel                        | 21. březen 1943                      | 30. březen 1943                      |                                      |
| U 642                                | Herbert Brünning                     | 21. březen 1943                      | 30. březen 1943                      |                                      |
| U 666                                | Herbert Engel                        | 21. březen 1943                      | 30. březen 1943                      |                                      |

Tato operace byla neúspěšná neboť žádná loď nebyla potopena nebo poškozena.

## 1945
Seewolf 3 byla poslední vlčí smečkou sestavenou v březnu 1945 se snahou obnovit ponorkovou ofenzívu v amerických vodách Atlantiku. Sedm z devíti ponorek pluly ve skupině, dvě další pluly samostatně. Shodou okolností, spojenecká výzvědná služba se domnívala, že Němci plánují provést raketový útok na Spojené státy upravenými ponorkami, které měly být schopné odpálit střely V-1 a V-2. To vedlo k zahájení operace s krycím názvem Operation Teardrop, jejímž úkolem bylo najít a zničit tyto ponorky. Akce byla úspěšná, čtyři ponorky byly zničeny během měsíce dubna 1945. Ponorka U 881 byla objevena a zničena 6. května 1945. Dvě ponorky se musely k vůli opravám vrátit na základnu, kde setrvaly až do konce války a vzdaly se spojencům. Vlčí smečka zaznamenala jeden úspěch. Ponorka U 546 potopila 24. dubna 1945 eskortní torpédoborec třídy Edsall USS Frederick C. Davis.
| Ponorky, které se zúčastnily operace | Ponorky, které se zúčastnily operace | Ponorky, které se zúčastnily operace | Ponorky, které se zúčastnily operace | Ponorky, které se zúčastnily operace           |
| ponorka                              | velitel                              | datum připojení                      | datum ukončení                       | poznámka                                       |
| ------------------------------------ | ------------------------------------ | ------------------------------------ | ------------------------------------ | ---------------------------------------------- |
| U 518                                | Hans-Werner Offermann                | 14. duben 1945                       | 22. duben 1945                       |                                                |
| U 546                                | Paul Just                            | 14. duben 1945                       | 24. duben 1945                       | USS Frederick C. Davis potopena 24. dubna 1945 |
| U 805                                | Richard Bernardelli                  | 14. duben 1945                       | 1. květen 1945                       |                                                |
| U 858                                | Thilo Bode                           | 14. duben 1945                       | 1. květen 1945                       |                                                |
| U 880                                | Gerhard Schtözau                     | 14. duben 1945                       | 16. duben 1945                       |                                                |
| U 1235                               | Franz Barsch                         | 14. duben 1945                       | 15. duben 1945                       |                                                |

Touto smečkou byla potopena jedna americká válečná loď.